# 1978 UN4
1978 UN4 är en asteroid i huvudbältet som upptäcktes den 27 oktober 1978 av den amerikanska astronomen C. Michelle Olmstead vid Palomarobservatoriet.
Asteroiden har en diameter på ungefär 14 kilometer.